# بیشه‌مرغ سیاه
بیشه‌مرغ سیاه (نام علمی: Neoctantes niger) نام یک گونه از تیره مورچه‌مرغ است.